# François Rouan
Pour les articles homonymes, voir Rouan.
François Rouan est un artiste français, né le 8 juin 1943 à Montpellier. Il se consacre à la peinture, à la photographie et à la vidéo. Il vit et travaille à Laversines, dans l'Oise.

## Biographie
Pensionnaire à la Villa Médicis de 1971 à 1973, il se lie avec Balthus, directeur de la Villa, qui apprécie ses grandes qualités techniques,.
Il s'engage, dans les années 1960, dans la mouvance Supports/Surfaces, et s'engage à partir de 1965 dans la pratique du tressage. Son art lui vaut la reconnaissance de Jacques Lacan, qui lui achète des tableaux et écrit un texte pour le catalogue d'une exposition.
Il recourt à une figuration de plus en plus explicite dans les années 1980, utilisant notamment la cire. Une exposition rétrospective lui est consacrée au centre Pompidou en 1983. Il réalise également des vitraux pour la cathédrale de Nevers. 
À partir de 2000 environ, il s'applique à la photographie et réalise plusieurs films,.

## Travail
Son travail actuel, très prolifique, le porte vers des matériaux de plus en plus volatils, notamment par le traitement photographique de l'empreinte, prolongé par des réinscriptions vidéographiques qui lui donnent l'occasion de retourner au tableau selon un espace repensé, en variation, parcouru de vitesses et de fusions inédites. L'estampille et la coquille (au sens pour ainsi dire typographique) y développent un entrelacs complexe et comme labyrinthique. Les couleurs entrent en écho selon une espèce de brassage qui fait penser aux ailes du papillon dans leur relation presque photogénique ou mimétique au milieu.[Interprétation personnelle ?]
En 2003, dans le cadre d'une commande publique, il a réalisé pour la Chalcographie du Louvre une gravure à l'eau-forte intitulée Paysage.

## Publications

### Auteur
- Mon cher André Derain, Paris, l'Échoppe, coll. « Envois », 1995, 23 p. (ISBN 2-84068-056-4).
- Tord boyaux : Lascaux, Mondrian, Bacon, Freud, Paris, l'Échoppe, coll. « Envois », 1997, 31 p. (ISBN 2-84068-076-9).
- Balthus ou son ombre, Paris, Galilée, coll. « Écritures, figures », 2001, 104 p. (ISBN 2-7186-0577-4).
- Voir la peinture en bleu, Paris, l'Échoppe, coll. « Envois », 2004, 23 p. (ISBN 2-84068-153-6).
- Tombeau de Francesco Primaticcio (avec Rouan le peintre de Dominique Cordellier), Paris, Galilée, coll. « Lignes fictives », 2008 (ISBN 978-2-7186-0777-1).
- Notes de regard, Paris, Galilée, coll. « Écritures/Figures », 2011, 301 p. (ISBN 978-2-7186-0847-1).
- Trotteuses : notes d’atelier (texte, photographies, peintures), Cadastre8zéro/Trois cailloux-Maison de la culture d'Amiens, 2014 (ISBN 978-2-9536046-9-6).
- Dire ou ne pas dire (texte), Cadastre8zéro, coll. « Objet », février 2017, 135 p. (ISBN 979-10-93234-05-2).

### Illustrateur
- Bernard Noël, Ce jardin d’encre, bilingue français / espagnol, traduit en espagnol par Sara Cohen, Cadastre8zéro, coll. « Avec », 2011
- Bernard Noël, Ce chemin d’encre, bilingue français / arabe, traduit en arabe par Mohammed Bennis, Cadastre8zéro, coll. « Avec », 2012
- Bernard Noël, Ce chemin d’encre 2, bilingue français / anglais, traduit en anglais par Eléna Rivera, Cadastre8zéro, coll. « Avec », 2018

## Expositions monographiques
- Peintures, dessins, musée Cantini, Marseille, 1978.
- Gemälde und Zeichnungen, Kunsthalle, Düsseldorf, 1979.
- Rétrospective, Musée national d'art moderne, 1983.
- Galerie Templon, Paris, 1987, 1991, 1993, 1995, 1997, 2000, 2003, 2005, 2023, 2024.
- Kunsthalle, Düsseldorf, 1994, et Musée d'art moderne, Villeneuve-d'Ascq, 1995.
- Rétrospective, Sezon Museum of Modern Art, Tokyo, 1997.
- Institut des beaux-arts, Pékin, 2000.
- Papiers découpés, musée de l'Abbaye Sainte-Croix, Les Sables-d'Olonne, Centre rhénan d'art contemporain, Altkirch, 2000.
- Galerie Jean Fournier, 2009 et 2011.
- La découpe comme modèle, musée Matisse, Le Cateau-Cambrésis, 2011.
- François Rouan. Tressages 1966-2016, musée Fabre, Montpellier, février-avril 2017.
- François Rouan. Autour de l'empreinte, musée des Beaux-Arts, Lyon, mai-septembre 2025.

## Décorations
- Commandeur de l'ordre des Arts et des Lettres Il est fait commandeur le 20 mai 1985[6].